# Михайлова, Татьяна Андреевна
Татьяна Андреевна Михайлова (род. в 1956 году) — советский и российский лингвист, кельтолог, переводчик, доктор филологических наук, профессор филологического факультета МГУ, ведущий научный сотрудник Института языкознания РАН.

## Биография
Окончила филологический факультет МГУ имени М. В. Ломоносова в 1979 году по специальности «романская филология». Уже в студенческие годы заинтересовалась кельтскими языками. Изучала древнеирландский, средневаллийский и современный ирландский языки под руководством А. А. Королёва, В. П. Калыгина и Г. Баннистера. Посвятила дипломную работу валлийскому эпосу «Мабиногион».
В 1985 году защитила кандидатскую диссертацию на тему «Ирландская героическая сага и проблема типологии эпической формы (на материале уладского цикла)» и стала преподавать ирландский язык на кафедре германского языкознания (ныне — кафедра германской и кельтской филологии). В 1999 году защитила докторскую диссертацию на тему «„Безумие Суибне“ — памятник XII века».
Профессор филологического факультета МГУ и кафедры древних языков Института лингвистики РГГУ. Читает курсы «Структура средневекового нарратива», «Магия слова в Древней Ирландии», «Сага „Разрушение Дома Да Дерга“: анализ мотивной структуры», «Введение в кельтскую филологию», «История ирландского языка», «Проблема реконструкции языка пиктов», «Женские образы в ирландской мифологии», «Огамические надписи», «Введение в кельтологию», «Скандинавское завоевание и его влияние на язык и культуру Ирландии», «Памятники среднеирландского языка IX—XII в.», «Язык и культура Ирландии от IV до IX вв.». Ассоциированный профессор Отделения Ирландского языка и кельтской филологии Университета Ольстера (Северная Ирландия). Сопредседатель международного общества Celto-Slavica (основано в 2004 г.). Член редколлегий журналов «Проблемы языкового родства» и «Атлантика. Заметки по исторической поэтике».
Автор более 500 научных работ по древнеирландскому и другим кельтским языкам, исторической лексикологии, семантике, эпиграфике, фольклору. Перевела на русский язык ряд произведений средневековой ирландской литературы: «Безумие Суибне», «Недуг уладов», «Рождение Конхобара», «Изгнание сыновей Уснеха», «Рождение Кухулина» (совместно с А. Смирновым), «Опьянение уладов», «Болезнь Кухулина и единственная ревность Эмер» (совместно с А. Смирновым), «Приключение Неры», «О ссоре двух свинопасов», «Видение Энгуса», «Похищение коров Дартады», «Похищение коров Флидас», «Похищение коров Регамона», «Похищение коровы Регамны», «Смерть Лугайда и Дерворгиллы», «Повесть о кабане Мак Дато», «Смерть Конхобара».
Муж — культуролог Вадим Руднев.

## Избранные труды
Монографии:
- Ирландское предание о Суибне Безумном, или взгляд из XII века в VII. — М., МГУ, 1999.
- Суибне-Гельт: зверь или демон, безумец или изгой. Монография — М., Аграф, 2001.
- Хозяйка судьбы. Образ женщины в традиционной ирландской культуре. М., Языки славянской культуры, 2004.
- Банши. Мифология и фольклор Ирландии (совм. с П. Лайсафт, приложение А. Мурадовой). — М., ОГИ, 2007.
- Граф Дракула: опыт описания — М., ОГИ, 2009 (совместно с М. П. Одесским)
- Древнеирландский язык: краткий очерк. — М., Языки славянских культур, 2010.
- Ирландия от викингов до норманнов: Язык, культура, история — М.: Языки славянской культуры. 2012
- Ранняя кельтская эпиграфика как объект лингвистического и культурно-исторического анализа. — М., Языки славянской культуры, 2017.

Магия кельтов. - М., АСТ, 2023.
Учебники и учебные пособия:
- Ирландский язык. Часть I. Тексты, М., МГУ, 1989.
- Ирландский язык. Часть II. Словарь, М., МГУ, 1990.
- Говорите по-ирландски. Тексты и упражнения для продолжающих (совм. с Г. Баннистером), Дублин, 1991.
- Boí rí amrae… Учебная хрестоматия по древнеирландскому языку. Часть 1. Тексты. М., МГУ, 1999.
- Учебная хрестоматия по древнеирландскому языку. Часть 2. Словарь. М., МГУ, 1999 (в соавторстве с Н. Николаевой)
- Древнеирландский язык. Рабочие материалы.. Учебное пособие. М.. МГУ, МАКС-пресс, 2008.

Подготовка изданий:
- Представления о смерти и локализация Иного мира у древних кельтов и германцев. М., Языки славянской культуры. 2002.
- Мифологема женщины-судьбы у древних кельтов и германцев. М., Индрик, 2005.
- Наименования цвета в индоевропейских языках: Системный и исторический анализ. М., УРСС, 2007 (совм. с А. П. Василевичем)
- Похищение быка из Куальнге. М., Наука, (серия «Литературные памятники»), 1985 (совм. с С. Шкунаевым)
- Поэзия Ирландии от VI до XX в. М., Художественная литература, 1988 (совм. с Г. Кружковым)
- Саги об уладах. М., Аграф, 2005.

статьи
- Святой Колумба Ирландский // Альфа и Омега. 1997. — № 3 (14). — С. 239—244.
- Православная церковь в Вюрцбурге // Альфа и Омега. 2000. — № 2 (24). — С. 348—349.